# Рей Вілльямс (футболіст, 1930)
Рей Вілльямс (англ. Ray Williams; нар. 30 грудня 1930, Бебінгтон, Англія) — англійський футболіст, півзахисник.

## Життєпис
У 1951 році приєднався до «Транмер Роверз». У футболці «Роверз» зіграв 197 матчів та відзначився 12-а голами. Залишив команду 1959 року. Про подальшу кар'єру рея відомостей небагато. Відомо, що Вілльямс після відходу з «Транмер Роверз» захищав кольори намібійського «Рамблерс».